# Rosina de Pèira
Rosina de Pèira, nom de scène de Rosine Saurine, née le 3 mars 1933 dans le 13e arrondissement de Paris et morte le 16 juin 2019 à Fabas (Ariège),, est une chanteuse française de chansons traditionnelles en occitan qui commence sa carrière au début des années 1970. 
Elle est une figure du mouvement de la Nòva cançon.

## Biographie

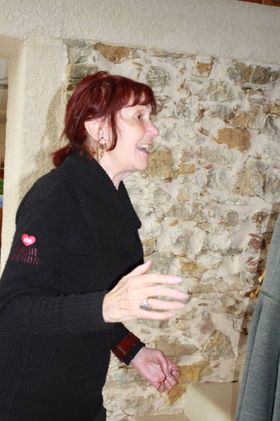

La langue occitane, dans son dialecte gascon du Comminges et du Couserans, est sa langue maternelle. Elle s'initie à la culture et à la chanson traditionnelle aux côtés de son amie d'adolescence Françoise Dague qui fondera plus tard les Ballets occitans de Toulouse  dans lesquels elle dansera et chantera dans les années 1960 et 1970. Elle est une occitane du Volvestre (Ariège). Dans son répertoire chanté, elle utilise les cinq grands dialectes de l'occitan.
Rosina de Pèira fait ses débuts sur scène avec sa fille Martina en 1972. Elles chantent ensemble sans interruption de 1978 à 1990  sous le nom de Rosina de Pèira e Martina. En 1974, elle et son compagnon Michel Berthoumieux fondent la  maison de disques Revolum, chez qui elle et Martina enregistreront tous leurs disques et qui a produit, jusqu'au début des années 2000, de grands noms de la chanson occitane.
Rosina de Pèira et Martina ont reçu deux fois le Grand Prix International du Disque de l'Académie Charles-Cros en 1979 (avec "Cançons de Femnas") et 1985. 
En 1980, Rosina présente son album "Cançons des Femnas" avec ses deux filles, Martina et Clara au festival Brosella Folk à Bruxelles, son premier concert en Belgique.

## Discographie (albums)
- 1973 : Rosina de Pèira e Martina
- 1975 : Rosina de Pèira "se io sabiái volar"
- 1979 : Rosina de Pèira e Martina "Cançons de Femnas" (primé par l'Académie Charles-Cros)
- 1981 : Rosina de Pèira e Martina "Ié" (avec la participation de sa seconde fille Clara)
- 1983 : Rosina de Pèira e Martina "Trobadors"
- 1984 : Rosina de Pèira, Martina, Clara e Francesa Daga "Nadal encara" (primé par l'Académie Charles-Cros)
- 1988 : Rosina de Pèira, Martina e Clara "Arièja ò mon pais"
- 1992 : Rosina de Pèira "Anuèit"
- 2004 : Rosina de Pèira "Sul viu" (gospel d'Oc)